# متنزه هيجلي فلو الحكومي
متنزه هيجلي فلو الحكومي، تبلغ مساحته 1,115 أكر (4.51 كـم2) حديقة الدولة الواقعة في بلدة كولتون في مقاطعة سانت لورانس نيويورك الولايات المتحدة  تقع الحديقة على هيجلي فلو ‏ و Warm Creek Flow  وكلاهما تم تشكيلهما بواسطة حجز نهر راكيت.

## الوصف
يوفر متنزه هيجلي فلو شاطئًا رمليًا على هيجلي فلو ‏ مع مرافق الاستحمام و حارس الإنقاذ و طاولات النزهة و الأجنحة و ملعبًا و رياضة المشي لمسافات طويلة ومسارًا طبيعيًا و برامج ترفيهية و إطلاق قارب و صيد الأسماك و مخيمًا مع مواقع الخيام و المقطورات و صيد الغزلان الموسمي  في فصل الشتاء يساعد المتطوعون في التحويل و الحفاظ على أكثر من 10 ميل (16 كـم) من مسارات للتزلج على الجليد والتزلج الريفي على الثلج والمشي بالأحذية الثلجية .
تم افتتاح Higley Trails Lodge في يناير 2014 بعد أن تم بناؤه باستخدام منحة قدرها 60.000 الف دولار من مجلس التنمية الاقتصادية الإقليمي في الشمال يحتوي المبنى على مساحة تجمع كبيرة و حمامات مدفئة .
أجَبرت عاصفة ثلجية شديدة في ديسمبر 2013 على إغلاق الحديقة مؤقتًا بينما ازال الطاقم الاطراف والاشجار والحطام كما أثرت عاصفة مماثلة أكثر ضررًا على المنتزه في عام 1998 

## أصدقاء متنزه هيجلي فلو الحكومي
منظمة غير هادفة للربح توفرأصدقاء حديقة هيجلي فلو الحكومية الوعي العام بشأن الحديقة وانشطتها ترعى منظمة الاصدقاء مجموعة متنوعة من الاحداث بما في ذلك سباقات رود توماس ميموريال هيجلي الزحام للتزلج 

## روابط خارجية
- New York State Parks: Higley Flow State Park
- Higley Flow State Park trail map
- Friends of Higley Flow State Park